# Comunità montana Montagna Marsicana
La Comunità montana Montagna Marsicana era una comunità montana abruzzese comprendente 34 comuni della Marsica (AQ). Soppressa nel 2013 insieme a tutte le altre comunità montane abruzzesi, ha operato in regime di deroga del commissariamento fino al 25 novembre 2022. Patrimonio e competenze sono state trasferite nell'Unione dei comuni Montagna Marsicana.

## Descrizione

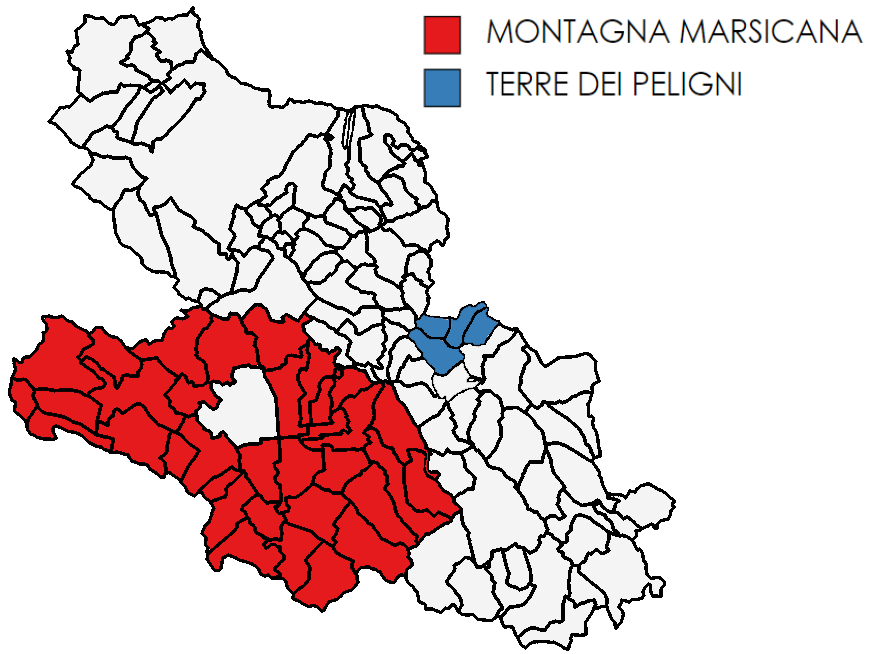
Mappa delle Unione di comuni in provincia dell'Aquila

Il suo territorio era situato nel settore occidentale della regione Abruzzo, al confine con le province laziali
di Rieti (a nord) e Frosinone (a sud) e con l'area della città metropolitana di Roma Capitale (ad ovest). Includeva 33 comuni delle comunità montane abruzzesi soppresse nel 2008 con la legge regionale numero 10 del 27 giugno: la comunità montana Marsica 1, la comunità montana Valle del Giovenco e la comunità montana Valle Roveto. Per i soli servizi sociali includeva anche il comune di Ovindoli (comunità montana Sirentina). Soppressa nel 2013 insieme a tutte le comunità montane abruzzesi ha operato in regime di deroga del commissariamento fino all'emissione del decreto di estinzione dell'ente, con il termine fissato entro il 31 dicembre 2022, ciò per consentire la continuità dei servizi sociali e catastali e, al contempo, favorire la costituzione dell'Unione di comuni. 
Con decreto della Regione Abruzzo numero 50 del 4 ottobre 2022 l'ente territoriale è stato ufficialmente dichiarato estinto; dal 25 novembre 2022 le competenze sono state trasferite nella costituita Unione dei comuni Montagna Marsicana, a cui hanno aderito la totalità dei comuni inclusi nella ex comunità montana.

### Comuni
Era costituita da 34 comuni della Marsica in provincia dell'Aquila, escluso il comune di Avezzano con una popolazione superiore ai 20.000 abitanti :
- Aielli
- Balsorano
- Bisegna
- Canistro
- Capistrello
- Cappadocia
- Carsoli
- Castellafiume
- Celano
- Cerchio
- Civita d'Antino
- Civitella Roveto
- Collarmele
- Collelongo
- Gioia dei Marsi
- Lecce nei Marsi
- Luco dei Marsi
- Magliano de' Marsi
- Massa d'Albe
- Morino
- Oricola
- Ortona dei Marsi
- Ortucchio
- Ovindoli
- Pereto
- Pescina
- Rocca di Botte
- San Benedetto dei Marsi
- Sante Marie
- San Vincenzo Valle Roveto
- Scurcola Marsicana
- Tagliacozzo
- Trasacco
- Villavallelonga